# Diigo
Diigo es un sistema de gestión de información personal basado en el concepto "nube", que incluye marcadores web, bloc de notas post-it, archivo de imágenes y documentos, así como selección de textos destacados.
Permite la creación de grupos (públicos o privados) para compartir enlaces favoritos.
El nombre es un acrónimo que se deriva del inglés "Digest of Internet Information, Groups and Other stuff".
Diigo ha desarrollado aplicaciones para dispositivos móviles Android, iPad y iPhone. También se puede instalar como barra de herramientas en navegadores tales como Internet Explorer, Chrome, Firefox, Safari y Opera. 
La versión beta de Diigo se situó entre las diez primeras herramientas de investigación según CNET en 2006.
El navegador Diigo para iPad, conocido como iChromy en su lanzamiento en mayo de 2011, dispone de navegación con pestañas y barra de direcciones Omnibox que fusiona la barra de direcciones tradicional de los navegadores con la barra de búsqueda.